# Plouénan
Plouénan is een gemeente in het Franse departement Finistère (regio Bretagne). De plaats maakt deel uit van het arrondissement Morlaix. Plouénan telde op 1 januari 2022 2.588 inwoners.

## Geografie
De oppervlakte van Plouénan bedroeg op 1 januari 2022 30,64 vierkante kilometer; de bevolkingsdichtheid was toen 84,5 inwoners per km².

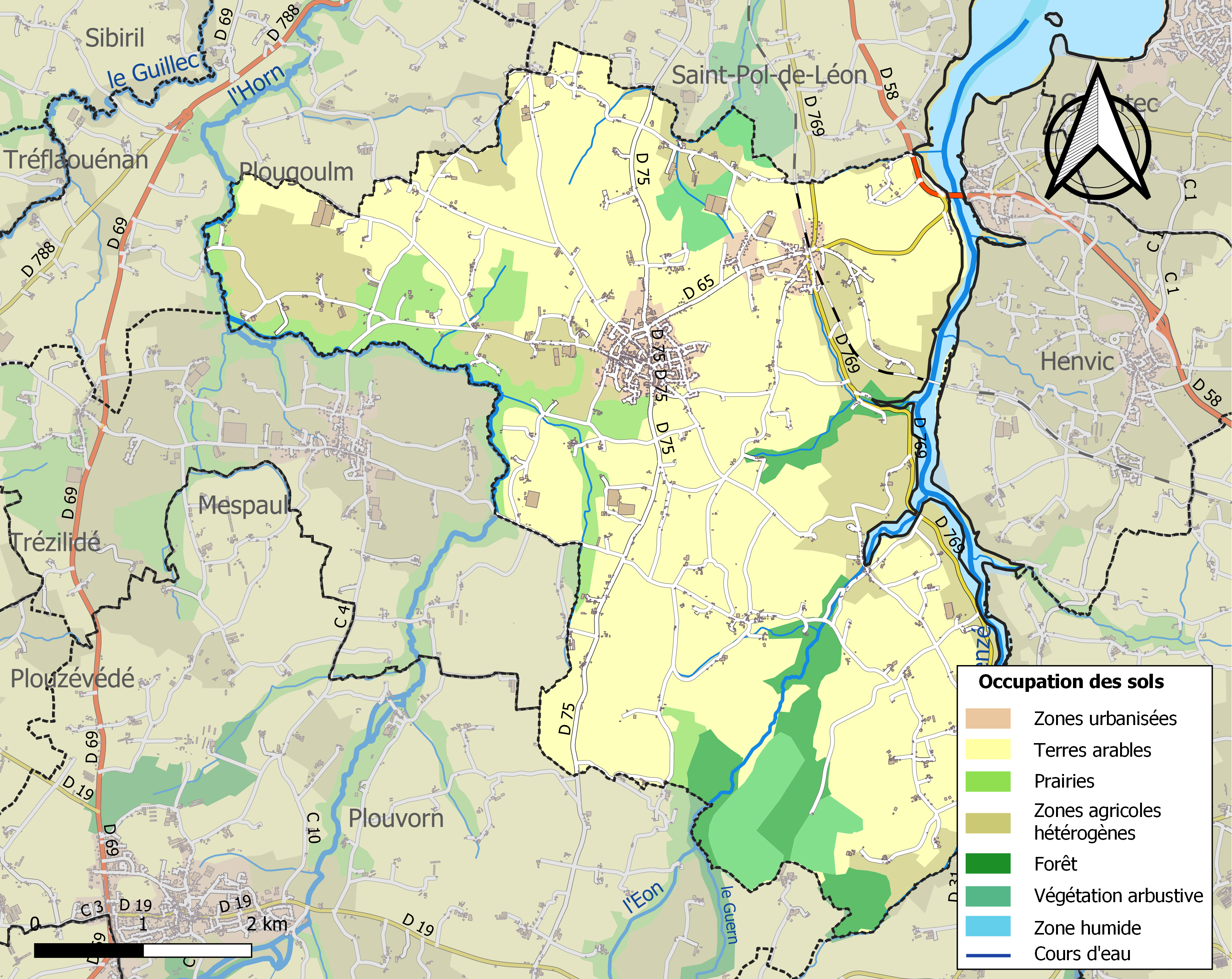
Kaart van de gemeente met belangrijkste infrastructuur, bodemgebruik en omliggende gemeenten

## Demografie
Onderstaande figuur toont het verloop van het inwonertal (bron: INSEE-tellingen).